# جوز (جنس)
الجَوْز  (الاسم العلمي: Juglans) هو جنس من النباتات يتبع الفصيلة الجوزية من رتبة الزانيات. تعرف بذوره باسم الجوز. وهي أشجار نفضية، يتراوح طولها ما بين 10-40 م (حوالي 30-130 قدم)، أوراقها ريشية الشكل تتراوح أطوالها ما بين 200-900 ملم (7-35 أنش)، مع 5-25 وريقات؛ البراعم ذات نخاع مجوف، لها خصائص مشتركة مع الجوز المجنح، ولا تشترك مع جنس الكاريا الذي بنفس الفصيلة.

## أنواع جنس الجوز
- جوز المنطقة المدارية الجديدة
- جوز أسود
- جوز أيلنطي الأوراق
- جوز بوليفي
- جوز جنوبي
- جوز رخو
- جوز رمادي
- جوز زغبي
- جوز سوراتي
- جوز صغير الثمار
- جوز فنزويلي
- جوز كاليفورني
- جوز كبير
- جوز مختوم
- جوز مكسيكي
- جوز ملكي
- جوز منشوري
- (الاسم العلمي:Juglans hindsii)
- (الاسم العلمي:Juglans honorei)
- (الاسم العلمي:Juglans olanchana)
- (الاسم العلمي:Juglans steyermarkii)